# 上饶专区
上饶专区，中华人民共和国江西省已撤销的专区，在今江西省东北部。1952年12月6日置，专员公署驻上饶县（今上饶市信州区）。

## 历史
1949年置上饶专区，1950年置浮梁专区。1952年10月8日合并为鹰潭专区，12月6日鹰潭专区改名上饶专区。专员公署由鹰潭迁至上饶市。
1953年7月1日，景德镇市升格地级市。
1957年1月贵溪县的鹰潭镇改由上饶专区直辖；2月9日批复，鄱阳县更名波阳县。
1958年4月鹰潭镇由上饶专区直辖改为贵溪县管辖；10月18日浙江省江山县的大桥乡划归江西省玉山县管辖；11月10日浮梁县划归景德镇市。上饶专区辖1市、15县。
1960年6月8日贵溪县的鹰潭镇改由上饶专区直辖
1960年9月30日，撤销上饶县，并入上饶市。
1964年，恢复上饶县。
1968年，东乡县划归抚州专区。专区辖1市、14县。
1970年，撤销上饶专区，改置上饶地区。

## 行政区划
1969年时辖1市14县1镇。
- 县级市：上饶市
- 县：弋阳县（弋江镇）、横峰县（城阳镇）、广丰县（永丰镇）、铅山县（河口镇）、余江县（邓埠镇）、贵溪县（雄石镇）、玉山县（城关镇）、德兴县（银城镇）、婺源县（城关镇）、乐平县（乐平镇）、波阳县（鄱阳镇）、万年县（陈营镇）、余干县（余干镇）、上饶县（上饶市）
- 县级镇：鹰潭镇